# Amt Trebeltal

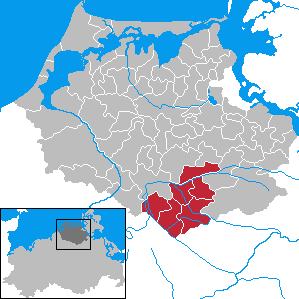
Amt Trebeltal im Landkreis Nordvorpommern

Im Amt Trebeltal im ehemaligen Landkreis Nordvorpommern in Mecklenburg-Vorpommern, das von 1992 bis 2004 existierte, waren die sechs Gemeinden Deyelsdorf, Glewitz, Grammendorf, Gransebieth, Splietsdorf und Wendisch Baggendorf zur Erledigung ihrer Verwaltungsgeschäfte zusammengeschlossen.
Das Amt Trebeltal wurde am 15. Februar 2004 aufgelöst. Die Gemeinden Deyelsdorf, Grammendorf und Gransebieth wurden zusammen mit den Gemeinden der ebenfalls aufgelösten Ämter Bad Sülze und Tribsees in das neue Amt Recknitz-Trebeltal mit Sitz in der Stadt Tribsees eingegliedert. Die Gemeinden Glewitz, Splietsdorf und Wendisch Baggendorf kamen zum Amt Franzburg-Richtenberg.